# Pseudodolmen von Gomery
 Der Pseudodolmen von Gomery liegt östlich von Virton, bei Arlon in der Provinz Luxemburg im äußersten Süden von Belgien.
Bei Pseudodolmen handelt es sich um ein natürliches, zufällig entstandenes, an einen Dolmen erinnerndes Gebilde aus Steinblöcken. Über den auch als Dolmen dargestellten Ort gibt es viele lokale Schriften. Er wurde ursprünglich Morceau d'étoile (dt. Sternfragment) genannt.
Er besteht aus einem großen Block aus Quarzit-Sandstein, der auf drei Steinen ruht. Die Form entspricht keiner der Megalithanlagen in der Region. Trotzdem sind bei Ausgrabungen in der Nähe ein Messer aus Feuerstein, das Fragment einer geschliffenen Axt und Pfeilspitzen gefunden worden, die eisenzeitlichen Ursprungs sein können. Die Ausgrabung der Universität Lüttich konnte nicht klären, ob es sich um ein Objekt von Menschenhand oder um eine Naturerscheinung handelt. Beachtenswert ist ein mögliches aus dem Fels gehauenes Becken im Deckstein.
In der Nähe liegen die Wetzrillen von Saint-Mard.